# Stefan Reschke
Stefan Reschke (ur. 1958) – polski koszykarz, występujący na pozycji skrzydłowego.
W koszykówkę grali także jego bracia – Jerzy i Tadeusz.

## Osiągnięcia
Klubowe
- Mistrz Polski (1982)
- Wicemistrz Polski (1981, 1983)
- Finalista pucharu Polski (1979)